# San Martín 2
San Martín 2  (ex Fortín Gral. San Martín, ex Gran Guardia) es una localidad del departamento Patiño, en la provincia de Formosa, Argentina. A unos 368 km de la capital provincial ciudad de Formosa, por la RN 86 "km 1.416".

## Población
Cuenta con 3,119 habitantes (Indec, 2010), lo que representa un descenso del 3,6% frente a los 3,237 habitantes (Indec, 2001) del censo anterior.
| Gráfica de evolución demográfica de San Martín 2 entre 1991 y 2010 |
|                                                                    |
| Fuente: Censos nacionales del INDEC                                |

## Historia
Territorio de la nación mataco, jamás se doblegaron fácilmente al conquistador español. En 1781, fueron asesinados 65 guerreros adultos, 12 niños, 13 mujeres..
Su nombre, más específicamente el número "2", deriva del hecho de que sus primeros pobladores provenían de San Martín 1, siendo esta población más antigua. Su fundación fue el 4 de agosto de 1935, fecha en la que se fundó la primera escuela de la localidad, la escuela provincial N.º 110, y es en esta fecha en la que se celebra la fiesta del pueblo.
Dicha escuela, fue construida en ese entonces de forma muy precaria, por Elo Sisti, un docente de 19 años, proveniente de Punta indio, provincia de Buenos Aires, quien durante 11 años estuvo al frente de la educación de la escuela, también haciéndose cargo de actividades sanitarias, como vacunación de los niños cuando el estado enviaba partidas para tal fin.

## Centros educativos
- Jardines de infantes nucleados N.º 25
- Núcleo educativo para adultos N.º 18
- Escuela provincial de educación primaria N.º 110
- Escuela provincial de educación primaria N.º 362
- Escuela provincial modalidad aborigen N.º 430
- Escuela provincial de educación secundaria N.º 23
- Centro de Formación Profesional N.º 4
- Instituto Superior de Formación Docente Continuo Y Técnica Mtro. L. Gómez
- Escuela provincial de educación secundaria N.º 8 Modalidad Educación Intercultural Bilingüe
- Escuela provincial de educación especial N.º 10 nodalidad educación especial

## Fiestas
San Martín 2 es un pueblo que se caracteriza por tener una gran cantidad de fiestas y festivales que se realizan en el pueblo. Es un pueblo muy devoto hacia los santos, por lo que las mayorías de las fiestas se hacen en honor e estos. Los otros festivales son de un estilo folclórico y gauchesco. Algunos de los más importantes son:
- El Festival Provincial del Guardamonte: es el Festival más importante del pueblo y uno de los más importantes de la provincia. Se realiza una vez al año entre los meses de agosto y octubre. En él se presentan artistas locales y nacionales,´además de peñas folclóricas y representaciones dramáticas. En este festival han estado importantes artistas como Jorge Rojas, Soledad Pastorutti, Mario Bofil, Teresa Parodi y Paola Arias entre otros. Además, se exponen diversos productos y se venden comidas típicas de la zona en muchos stands.
- Fiesta de San Isidro Labrador: es la fiesta en devoción a un santo más importante, ya que San Isidro Labrador es el patrono de este pueblo. La fiesta se realiza el 15 de mayo, y se realiza una caminata desde la parroquia hasta la rotonda en donde se encuentra la estatua del patrono. Luego se realiza un gran almuerzo en el patio de la parroquia.
- Festival de Doma y Jineteada "La Posta Gaucha": es una fiesta de doma que se realiza un día entero. Se realiza en el predio municipal de domas y en él se muestran animales rurales de la zona, se realizan domas de bovinos y equinos, y además se realiza una competencia de jineteada en donde jinetes de todo el país y de países limítrofes demuestran sus habilidades sobre los animales. En la noche se hace un baile y artistas provinciales tocan músicas locales mientras el público baila. Suele realizarse conjuntamente con el Festival del Guardamonte.
- Fiesta del Estudiante y de la Primavera: se realiza en dos lugares, en el edificio de la EPES 23 y en el camping municipal. En el los alumnos del colegio secundario compiten en diversos juegos, eligen la Reina de la Secundaria y tienen un baile en la noche del 20 de septiembre, y cuando dan las 12:00 de la medianoche se quema un muñeco en el patio del colegio.
- Fiesta del Gauchito Gil: se realiza el 8 de enero y tiene una gran convocatoria, ya que la mayoría de las personas que concurren han pedido deseos y favores para que él los cumpla.
- Otras fiestas en honor a Santos y Creencias Populares: la mayoría de las fiestas de los santos son realizadas por familias devotas de la localidad, y se realizan grandes almuerzos y bailes.

## Espacios verdes
San Martín 2 tiene grandes espacios verdes:
- Camping municipal: se ubica a m del hospital municipal y tiene aproximadamente 3 ha y en él se realiza anualmente la Fiesta del Estudiante. Tiene una gran cantidad de especies de Eucaliptos, Algarrobos y palmeras, y además un mini lago artificial.
- Plaza municipal General José de San Martín: se encuentra al lado de la Av. 9 de Julio, y tiene un conjunto de juegos infantiles .
- Plazoleta de la Comunidad Sagrada Familia : es una plazoleta en forma triangular con una gran cantidad de juegos infantiles.y una cancha de Voleibol, y además tiene un monolito con estatuas de la Sagrada Familia. Limita con la represa municipal, el reservorio de agua más importante dentro de la localidad, y se encuentra a 30 m de la parroquia San Isidro Labrador, única sede de la Iglesia católica en el pueblo.
- Predio Dalmacio Landriel: tiene un gran escenario techado. Se encuentra en el centro del pueblo y está pegado a la RN 86.
- Parque de Eventos de la Comunidad : Es un gran parque verde en donde en la actualidad se desarrolla el Festival del Guardamonte. Además es el lugar en donde suelen instalarse los Parques de Juegos y Circos móviles que concurren a la localidad. El parque tiene una vis

## Parajes cercanos del Ejido municipal
- Comunidad San Francisco: ubicado a 1 km
- Pje. San Pablo: ubicado a 7 km
- Colonia La Estrella: ubicado a 7 km
- Pje. San Isidro: ubicado a 10 km
- Colonia El Ceibal: ubicado a 15 km
- Pje. San José: ubicado a 24 km
- Puesto Sandreli: ubicado a 28 km
- Colonia Leyes: ubicado a 38 km
- Río del Norte, curso de agua de unos 200 kilómetros de paleocauces. En San Martín 2 hay un reservorio, de unas 20 hectáreas, que permite abastecer a la población.

## Parroquias de la Iglesia católica en San Martín 2
| Diócesis  | Formosa             |
| --------- | ------------------- |
| Parroquia | San Isidro Labrador |